# Yucca
Yucca（ユッカ）は、日本の歌手である。

## 来歴
神奈川県横浜市出身。東京音楽大学音楽学部声楽科卒業、同大学音楽研究科声楽専攻修了。1999年から2003年まで東京混声合唱団に在籍。2007年ポニーキャニオンよりメジャーデビュー。2014年12月より2016年3月まで、4週間のうち1週、NHK-FM『音楽遊覧飛行〜映画音楽ワールドツアー』のDJを担当。

## ディスコグラフィー

### シングル
1. 千の風になって（2007年3月21日）
  1. 千の風になって (シングル・バージョン)
  2. In My Heart
  3. 千の風になって (アカペラ・バージョン)
  4. 千の風になって (ボカリーズ・バージョン)
  5. 千の風になって (カラオケ・バージョン)
2. 花霞み（2007年8月8日）
  1. 花霞み
  2. Puccini: O Mio Babbino Caro - from “Gianni Schicchi”
  3. 心音 (しんおん)
  4. 花霞み (カラオケ・バージョン)
3. 風の未来（2018年10月17日）
  1. 風の未来
  2. 『ウスケボーイズ』サウンドトラック組曲
  3. 風の未来（Instrumental）
4. 天馬にのって（2022年12月14日、パイプオルガン奏者・米山浩子とのコラボシングル）
  1. 天馬にのって
  2. アイ・ラブ・ソング
  3. 天馬にのって（Instrumental）
  4. アイ・ラブ・ソング（Instrumental）
5. 感謝と祈りそして風のうた（2022年12月14日、米山浩子 with Yucca名義）
  1. 感謝と祈りそして風のうた
  2. ALHAMBRA/アルハンブラの思い出
  3. 感謝と祈りそして風のうた（Instrumental）
6. 月の舟（2023年9月20日）
  1. 月の舟
  2. いろはにほへと
  3. 月の舟（Instrumental）
  4. いろはにほへと（Instrumental）

### アルバム
1. 千の風になって（2007年2月21日）
  1. 千の風になって
  2. In My Heart
  3. 花霞み
  4. オンブラ・マイ・フ〜歌劇「セルセ」より
  5. 光の海〜「亡き王女のためのパヴァーヌ」
  6. ひとり〜歌劇「真珠採り」より
  7. 夜の女王のアリア（復讐の炎に燃えて）〜歌劇「魔笛」より
  8. 私を泣かせて下さい（傷ついた心に涙をながし）〜歌劇「リナルド」より
  9. 静寂のしらべ〜ベルガマスク組曲より第3曲「月の光」
  10. 流々（りゅうりゅう）〜歌劇「カヴァレリア・ルスティカーナ」間奏曲
  11. ピエ・イエズス〜レクイエムより
  12. アヴェ・マリア
2. Yucca（2008年1月16日）
  1. Call My Name 〜風鳴りの丘〜
  2. 愛は月のように
  3. Believe
  4. カロ・ミオ・ベン
  5. 愛のよろこびは
  6. ユリイカ 〜「シチリアーノ」
  7. 鏡 〜「トゥーランドット」
  8. 眩影 〜「ヴォカリーズ」
  9. ほんとうの私 〜「ピアノ協奏曲第2番第2楽章」
  10. Time To Say Goodbye
3. Prima donna（2009年9月16日）
  1. Only Love オンリー・ラヴ
  2. Vivaldi_OP8_2_3 「四季」・夏〜ヴィヴァルディ〜
  3. Ave Maria アヴェ・マリア〜シューベルト〜
  4. Anytime Anywhere エニィタイム・エニィウェア
  5. Alhambra アルハンブラの思い出
  6. Romeo ロミオとジュリエット
  7. En Aranjuez Con Tu Amor 恋のアランフェス
  8. Pie Jesu ピエ・イエーズ
  9. Beethoven "An Die Freude" 「第九」・歓喜の歌〜ベートーベン〜
  10. Hodie Christus Natus Est 今宵キリストは生まれ給えり〜グレゴリオ聖歌
  11. VICTORY DRIVE 歌劇「魔笛」より〜夜の女王のアリア〜
4. Queen Of The Night（2011年7月20日）
  1. 想望
  2. VICTORY DRIVE
  3. Nessun Dorma
  4. O Mio Babbino Caro
  5. Romeo&Juliet
  6. En Aranjuez Con Tu Amor
  7. Ave Maria
  8. YAMATO
  9. Queen Of The Night
  10. Time To Say Goodbye
  11. ALIVE
5. Yucca BEST（2013年6月19日）
  1. QUEEN OF THE NIGHT
  2. NESSUN DORMA ~誰も寝てはならぬ~
  3. YAMATO ~無限に広がる大宇宙~
  4. ROMEO & JULIET
  5. 想望
  6. PIE JESU
  7. AVE MARIA
  8. O MIO BABBINO CARO ~私のお父さん~
  9. MOMENT ~会いたい~
  10. VICTORY DRIVE
  11. ALIVE ~心の休息~
  12. 流々 (原曲:歌劇「カヴァレリア・ルスティカーナ」間奏曲)
6. MASQUARADE（2013年8月28日）
  1. Eine Kleine Nachtmusik（モーツァルト）
  2. Libertango（アストル・ピアソラ）
  3. パリの散歩道（ゲイリー・ムーア）
  4. 主よ、人の望みの喜びよ
  5. Child's Anthem（TOTO）
  6. Hocus Pocus（フォーカス）
  7. ハンガリー舞曲第5番（ブラームス）
  8. めぐり会い（アンドレ・ギャニオン）
7. 10粒の涙（2017年7月19日）
  1. 10粒の涙
  2. NESSUN DORMA ～誰も寝てはならぬ～
  3. BEETHOVEN“AN DIE FREUDE”「第九」・歓喜の歌
  4. ALHAMBRA アルハンブラの思い出
  5. EN ARANJUEZ CON TU AMOR 恋のアランフェス
  6. ROMEO & JULIET ～愛のテーマ～
  7. QUEEN OF THE NIGHT ～夜の女王のアリア～
  8. TIME TO SAY GOODBYE
  9. O MIO BABBINO CARO ～私のお父さん～
  10. YAMATO ～無限に広がる大宇宙～
  11. AVE MARIA アベマリア
  12. 話をしよう
  13. 花 ～Higher Higher～ Ⅱ
  14. 赤とんぼ
  15. VICTORY DRIVE

### サウンドトラック
1. コズミックフロント☆NEXT（2021年1月3日・配信限定）[3]
  1. Encounter in Space-THE UNIVERSE
  2. アムンゼンの苦悩
  3. 熱帯雨林の女神
  4. 250万年前のアンドロメダ
  5. 待ち受ける白い大地
  6. 南極氷の下のタイムカプセルテーマ
  7. 宇宙の大海原を旅して
  8. 兄弟銀河の行方
  9. 飽くなき挑戦への決意
  10. 覚悟の先へ
  11. コズミックフロント☆NEXTテーマUNIVERSE

## 著書
- Yucca『一生使えるボーカル基礎トレ本 ベルカント唱法で始める本格レッスン』リットーミュージック、2012年5月25日。ISBN 978-4845620975。